# Paul Drude
Paul Drude ili punim imenom Paul Karl Ludwig Drude (Braunschweig, 12. srpnja 1863. – Berlin, 5. srpnja 1906.), njemački fizičar. Bio je profesor fizike na sveučilištima Leipzigu i Giessenu, ravnatelj Instituta za fiziku Sveučilišta u Berlinu (od 1905. do 1906.), urednik časopisa Annalen der Physik (od 1900. do 1906.), član Pruske akademije znanosti (od 1906.). Proslavio se pionirskim radom na optici apsorbirajućeg sredstva. Povezao je optička s električnim i toplinskim (termičkim) svojstvima čvrste tvari. Optička i transportna svojstva takvih tvari opisana su takozvanom Drudeovom jednadžbom. Njegov Udžbenik optike (njem. Lehrbuch der Optik, 1906.) imao je više ponovljenih izdanja i prijevoda. Po njemu su nazvani Paul Drude institut za elektroniku čvrste tvari u Berlinu i krater na Mjesecu (Drude (krater)).

## Električna vodljivost
Jedno od najvažnijih svojstava metala je sposobnost da vode električnu struju. Po Ohmovu zakonu jakost struje razmjerna (proporcionalna) je električnom naponu između krajeva žice, kroz koju teče struja. Ohmov zakon možemo još izraziti u obliku da je gustoća električne struje j razmjerna (proporcionalna) električnom polju E, koja djeluje u metalu:
{\displaystyle j=\sigma \cdot E={\frac {1}{r}}\cdot E}
Konstanta sukladnosti σ zove se specifičnom vodljivošću metala, a obrnuta vrijednost r specifičnim otporom. 
Po P. Drudeu i H. A. Lorentzu možemo specifičnu vodljivost proračunati iz slobodnog puta elektrona u metalu. Kao slobodni put određena je u kinetičkoj teoriji prosječna duljina puta između dva sraza. Isto tako ovdje je slobodni put s određen duljinom, na kojoj elektron, prolazeći kroz metal, promijeni potpuno smjer svojeg gibanja. Zamislimo da na metal djeluje neko električno polje. Promjena impulsa sile u jedinici vremena jednaka je sili:
{\displaystyle {\frac {\mathrm {d} {\vec {p}}}{\mathrm {d} t}}=e\cdot E}
Impuls elektrona raste u smjeru električnog polja tako dugo dok elektron prevali otprilike slobodni put s. Nakon toga, zbog sraza s rešetkom, elektron rasprši dobiveni impuls. U smjeru polja raste impuls za vrijeme jednako s/v, gdje je v prosječna brzina elektrona. Električno polje daje elektronu u svojem smjeru prosječno impuls:
{\displaystyle \Delta p=e\cdot E\cdot {\frac {1}{2}}\cdot {\frac {s}{v}}}
Tom prirastu impulsa odgovara prosječno gibanje elektrona u smjeru električnog polja s brzinom:
{\displaystyle v_{E}={\frac {\Delta p}{m}}={\frac {e\cdot E\cdot s}{2\cdot m\cdot v}}}
Elektroni jure s velikom brzinom u svim smjerovima. Ako nema polja, prosječna komponenta brzine u bilo kojem smjeru iščezava. No zbog djelovanja električnog polja, pretežu nešto brzine u smjeru polja. Prosječna vrijednost brzine u smjeru polja određuje električnu struju. Gustoća struje jednaka je električnom naboju u cm3, pomnoženom brzinom kretanja:
{\displaystyle j=N\cdot E\cdot v_{E}={\frac {N\cdot e^{2}\cdot s}{2\cdot m\cdot v}}\cdot E}
Dakle, izveli smo Ohmov zakon. Vidimo da je specifična vodljivost metala jednaka:
{\displaystyle \sigma ={\frac {N\cdot e^{2}\cdot s}{2\cdot m\cdot v}}}
Prema predodžbama Drudea i Lorentza, slobodni put bio bi određen srazovima elektrona s ionima kristalne rešetke. Očito je da bi tad slobodni put bio u bitnom nezavisan od temperature. Mjerenja, međutim, pokazuju da električna vodljivost jako zavisi od temperature. Ona postaje, stoviše, za čiste metale, na apsolutnoj nuli beskonačno velika. To znači da se i slobodni put jako povećava kad temperatura pada. To se nikako ne da dovesti u sklad s mehaničkom slikom o srazovima između elektrona i iona. 
Za neke metale iščezava električni otpor i prije postignuća apsolutne nule. Ta pojava je nazvana supravodljivost. Metali u stanju supravodljivosti pokazuju se još apsolutno dijamagnetičnim; magnetsko polje ne prodire u njihovu unutrašnjost. 
Prema kvantnoj mehanici elektroni se kreću nesmetano kroz periodično poradane kristalne ione. Iščezavanje električnog otpora prema gibanju struje kod apsolutne nule izravna je posljedica valne prirode elektrona. Djelujemo li na metal električnim vanjskim naponom, odmah se elektroni pokrenu u smjeru djelovanja električnog napona. Kada bi brzine elektrona neprestano rasle u smjeru vanjskog polja, tada bi u metalu tekla sve jača električna struja. Ohmov zakon uistinu pokazuje da pod djelovanjem električnog polja kod konačne temperature ne rastu neprestano brzine elektrona u smjeru vanjskog polja. Postojanje električnog otpora kod različitih temperatura od T' = 0 dokazuje da u kristalima postoji mehanizam koji sprečava da brzine elektrona rastu preko određene granice. Taj mehanizam su titranja kristalne mreže. Ulogu titranja kristalne mreže spoznali su među prvima s razvojem valne mehanike Frenkel i Brillouin. Titranjem kristalne mreže nastaju u kristalu izmjenično gušća i rjeđa mjesta. Elastični se val širi kristalom. U svakom trenutku nalikuje kristal na sredstvo s periodično razmaknutim gušćim i rjeđim mjestima. U takvom nehomogenom sredstvu (različite gustoće) šire se elektronski valovi. No po zakonima valnog gibanja u nehomogenom sredstvu ravni se valovi raspršuju, na mjestima nehomogenosti val se djelomično lomi i reflektira (odbija). Ravni val prolazi nesmetano samo tako dugo dok prolazi apsolutno homogenim sredstvima. Raspršenje elektronskih valova pod djelovanjem titranja kristalne rešetke znači da elektroni mijenjaju brzinu i smjer gibanja. Djelovanjem električnog polja na metal ne može stalno rasti brzina elektrona, jer elektroni zbog titranja kristalne mreže mijenjaju svoje brzine i smjerove. Električni otpor iščezava samo kod apsolutne nule, jer tada prestaju titranja kristalne mreže. 
Strogu teoriju električne vodljivosti razvio je F. Bloch od 1928. do 1930. Bloch je promatrao izravno promjene koje pretrpe brzine elektrona u električnom polju pod djelovanjem dvaju suprotnih učinaka: električne sile i raspršivanja titranjem kristalne mreže. Električno polje nastoji elektronske brzine upraviti u svojem smjeru, a titranja mreže raspršuju brzine nepravilno na sve strane. Kao stanje ravnoteže između tih dviju sila stvara se stanje kod kojeg pretežu brzine elektrona u smjeru električnog polja, ali ne rastu više. Pošto je učinio mnogo posebnih pretpostavki o građi kristala, Bloch je mogao izračunati električnu vodljivost za vrlo niske i vrlo visoke temperature. Prema apsolutnoj nuli iščezao je električni otpor kao T5, a kod vrlo visokih rastao je kao T. Što jače titra kristalna mreža, to je električni otpor veći. Kod visokih temperatura titranje kristalne mreže je jače, pa je zato i električni otpor veći. U potpunom suglasju s iskustvom, Bloch je proračunao da električni otpor raste upravo razmjerno s temperaturom (kod visokih temperatura). Pri vrlo niskim temperaturama postaje bitna struktura kristala, i Blochova integralna jednadžba treba da se zamijeni diferencijalnom jednadžbom na Fermijevoj plohi.